# 44455 Artdula
44455 Artdula este un asteroid din centura principală de asteroizi.

## Descriere
44455 Artdula este un asteroid din centura principală de asteroizi. A fost descoperit pe 7 noiembrie 1998 la Goodricke-Pigott de Roy A. Tucker. Asteroidul prezintă o orbită caracterizată de o semiaxă mare de 2,53 ua, o excentricitate de 0,18 și o înclinație de 12,1° în raport cu ecliptica.